# Ханінеєвка (Ромодановський район)
Ханіне́євка (рос. Ханинеевка, ерз. Ханинеевка) — присілок у складі Ромодановського району Мордовії, Росія. Входить до складу Анненковського сільського поселення.
Стара назва — Ханенеєвка.

## Населення
Населення — 21 особа (2010; 23 у 2002).
Національний склад (станом на 2002 рік):
- росіяни — 96 %